# SBS Broadcasting Group
SBS Broadcasting Group (eller SBS Broadcasting) var ett medieföretag som främst sände kommersiella tv- och radiokanaler i Europa. Företagsledningen hade sin internationella bas i Luxemburg. Företaget var främst aktivt i Finland, Sverige, Norge, Danmark, Nederländerna, Belgien, Rumänien, Bulgarien, Ungern och Grekland.

## Historik
I juni 2007 köptes SBS (=Scandinavian Broadcasting System) upp av tyska mediejätten ProSiebenSat.1 Media.
På grund av ProSiebenSat.1:s lönsamhetsproblem fick stora delar av SBS verksamhet säljas vidare till andra aktörer. I april 2011 såldes de båda belgiska TV-kanalerna VT4 och VijfTV till De Vijver Mediaholding. SBS Nordic, där de svenska radio- och TV-kanalerna ingår, såldes 2013 till Discovery Communications. När köpet genomförts bildades SBS Discovery Media där SBS-kanalerna och Discovery's tidigare verksamhet i Norden ingår.

## TV-kanaler

### Belgien
- VT4
- VijfTV

### Sverige
- Kanal 5
- Kanal 9
- Kanal 11

## Radiokanaler

### Sverige
- Mix Megapol
- The Voice
- Rockklassiker
- Radio 107,5
- Vinyl 107,1